# Gimnastyka artystyczna na Letnich Igrzyskach Olimpijskich Młodzieży 2010 – wielobój drużynowo dziewcząt
Wielobój drużynowy dziewcząt na I Letnich Igrzyskach Olimpijskich Młodzieży odbył się w dniach 24 sierpnia 2010 (kwalifikacje) i 25 sierpnia 2010 (finał). 

## Kwalifikacje
| Pozycja | Zespół    | Układ z obręczami | Układ ze wstążkami | łącznie | uwagi |
| 1       | Rosja     | 26.450            | 25.800             | 52.250  | Q     |
| 2       | Japonia   | 23.000            | 22.900             | 45.900  | Q     |
| 3       | Egipt     | 22.375            | 19.275             | 41.650  | Q     |
| 4       | Kanada    | 20.850            | 20.300             | 41.150  | Q     |
| 5       | Singapur  | 19.600            | 19.550             | 39.150  | R     |
| 6       | Australia | 18.650            | 18.500             | 37.150  | R     |

## Finał
| Pozycja | Zespół  | Układ z obręczami | Układ ze wstążkami | łącznie |
|         | Rosja   | 26.275            | 26.075             | 52.350  |
|         | Egipt   | 23.000            | 22.275             | 45.275  |
|         | Kanada  | 21.775            | 21.650             | 43.425  |
| 4       | Japonia | 21.100            | 21.375             | 42.475  |